# Alberto Vaz da Silva
Alberto Vaz da Silva (Lisboa, 7 de agosto de 1936 — Lisboa, 7 de julho de 2015) foi um grafólogo, crítico literário, tradutor e crítico de cinema português.

## Biografia
Nasceu na cidade de Lisboa, em 7 de Agosto de 1936. Concluiu uma licenciatura em Direito.
Exerceu como advogado durante cerca de trinta e cinco anos, tendo-se reformado em 1994, passando então a dedicar-se à grafologia. Destacou-se como humanista e grafólogo, tendo ocupado o posto de director no Gabinete de Grafologia do Centro Nacional de Cultura.
Em 2001 foi entrevistado pelo jornal Público como um especialista em grafologia, tendo explicado a importância do estudo da caligrafia como uma forma de «descobrir as transformações que a vida operou na pessoa: se foi fiel ao seu temperamento à nascença ou se, pelo contrário, ficou aquém ou além do que o que era esperado», acrescentando que «as diferentes formas de escrita reflectem claramente as apetências profissionais dos indivíduos» e que « Grafologia permite-nos ver a história da infância com uma lucidez e precisão absolutas». Segundo Alberto Vaz da Silva, a escrita era um complemento ao diagnóstico de vários problemas de saúde, como cancros e doenças de pele, uma vez que os estudos tinham encontrado traços comuns nos indivíduos que tinham a doença e nos que a poderiam ter no futuro. Questionado sobre a possibilidade da grafologia ser aceite em território nacional parte do currículo do ensino superior, respondeu que «É meramente uma questão de tempo, porque tenho a certeza do poder curativo deste trabalho. Quando, por exemplo, a classe médica perceber o instrumento que tem... aliás, começo a ter nos meus cursos muita gente ligada à Psicologia - a Grafologia dá-lhes a parte do inconsciente que a universidade não dá». Presidiu ao Grande Conselho / Conselho das Artes, igualmente no Centro Nacional de Cultura. Manifestou também interesse nos campos da astronomia e na astrologia, foi um crítico literário e escreveu sobre cinema, tendo os seus textos sido compilados e disponibilizados pela Cinemateca Portuguesa. Também foi escritor, tendo publicado crónicas, ensaios e romances.
Casou em 1959 com a jornalista e política Helena Vaz da Silva, que faleceu em 2002, tendo gerado quatro filhos. Tal como a esposa, assumiu-se como um católico progressista, tendo sido responsáveis pela fundação de uma revista dedicada ao tema, O Tempo e o Modo, que reuniu vários autores católicos que se destacaram como grandes nomes da cultura nacional, como João Bénard da Costa, Pedro Tamen, Manuel António dos Santos Lourenço, Nuno Bragança, José Pedro Pinto Leite, Manuel Lucena, Mário Murteira e António Alçada Baptista. que foi considerada como uma das principais publicações que se opôs à ditadura. Ambos estiveram igualmente envolvidos na publicação da revista cultural Raiz e Utopia, que tinha sido lançada em 1977 por António José Saraiva, num período de grandes agitações políticas e sociais, após a Revolução de 25 de Abril de 1974 e o Verão Quente de 1975.
Faleceu em 7 de Julho de 2015, aos 79 anos de idade, devido a um cancro. Na sequência do seu falecimento, foi homenageado pelo Centro Nacional de Cultura, tendo sido considerado por Guilherme d’Oliveira Martins como «uma personalidade fascinante», que foi «um cultor da melhor amizade, como da melhor literatura e da melhor arte», e destacou a sua carreira como um crítico literário.

## Obras
- O ouro aperta o dia (1978);
- Vem aí o cometa! (1986);
- Ah! (1990);
- Evocação de Sophia (2009).